# Erioptera thelema
Erioptera thelema är en tvåvingeart som beskrevs av Alexander 1962. Erioptera thelema ingår i släktet Erioptera och familjen småharkrankar. Inga underarter finns listade i Catalogue of Life.